# José de Cistué y Coll (obraz w kolekcji prywatnej)

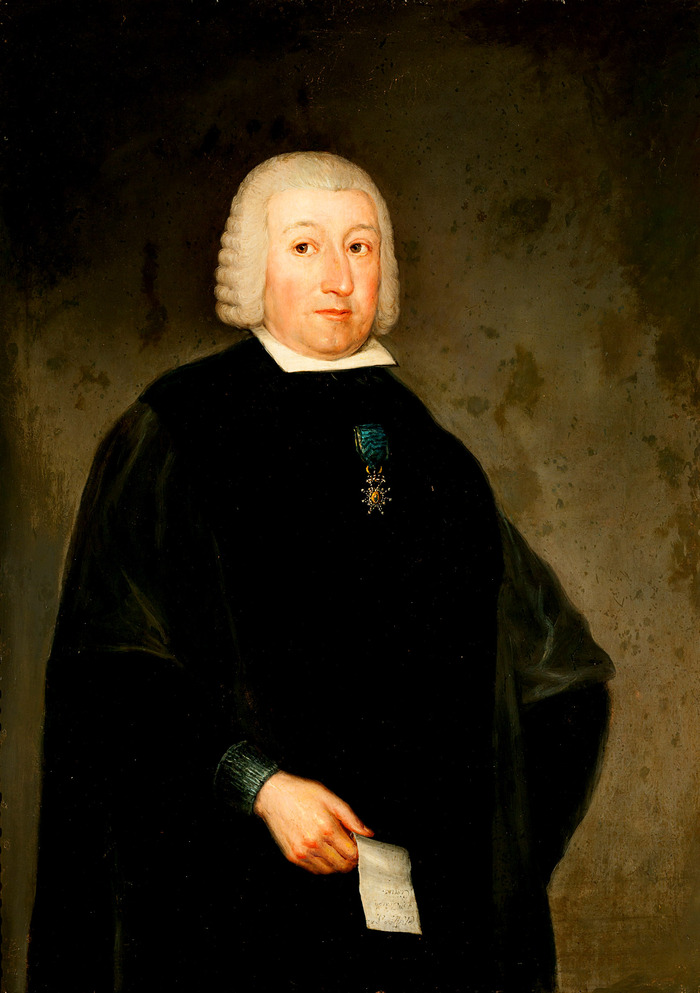
Mniejsza wersja autorska namalowana dla rodziny portretowanego, Museo Camón Aznar

José de Cistué y Coll – obraz olejny hiszpańskiego malarza Francisca Goi. Portret przedstawiający prawnika José de Cistué y Colla znajduje się w Museo de Huesca. Mniejsza wersja autorska należy do zbiorów Museo Camón Aznar.

## Opis obrazu
José Cistué y Coll (1723–1808), II baron de la Menglana pochodził z Aragonii. Studiował prawo na Uniwersytecie Sertoriańskim w Huesce, gdzie w 1749 objął katedrę prawa kanonicznego. Portret został zamówiony z okazji mianowania go członkiem rady profesorskiej uniwersytetu. Został przedstawiony w całej postaci, ubrany w czarną togę z białymi mankietami i typowym kołnierzem urzędnika magistratu. W prawej ręce trzyma zwinięty dokument. Na jego piersi widoczny jest krzyż Orderu Karola III, który otrzymał w 1787. Na głowie ma białą perukę. Kompozycja jest zbliżona do Portretu Antonia Veyána, również zamówionego przez Uniwersytet w Huesce. Podobne są także postura postaci i użycie światła. Możliwe, że te dwa portrety miały wisieć obok siebie, ponieważ mają dokładnie takie same wymiary. Prawdopodobnie w tym samym roku Goya namalował także mniejszą wersję portretu (popiersie o wymiarach 114 × 82,5 cm) dla rodziny Cistué y Coll. W 1791 sportretował także Luisa Maríę, niespełna trzyletniego syna José de Cistué i Maríi Josefy Martínez de Ximén, w obrazie Luis María de Cistué y Martínez.

## Proweniencja
Zachował się list potwierdzający odbiór zapłaty za zamówienie o treści: „Otrzymałem od pana Francisca Garasy trzy tysiące czterdzieści cztery reale de vellón, koszt portretu znakomitego pana Josefa de Cistué, który namalowałem na zamówienie Uniwersytetu w Huesce, aby został umieszczony w jego krużganku. Madryt, 19 czerwca 1788 roku”. Po zamknięciu uniwersytetu w 1845 i demontażu galerii portretów wiszących w auli, dzieło trafiło do krewnych portretowanego w nieznanych okolicznościach.